# Union Stade Français Paris Saint-Cloud 2008-2009
Questa voce raccoglie le informazioni riguardanti l'Union Stade Français Paris Saint-Cloud nelle competizioni ufficiali della stagione 2008-2009.

## Organigramma societario
Area direttiva
- Presidente: Claude Orphelin

Area organizzativa
- Team manager: Hervé Mazzon

Area tecnica
- Allenatore: Serge Éloi

Area sanitaria
- Preparatore atletico: Bakary Sissako

## Rosa
| N° | Nome                 | Ruolo | Data di nascita  | Nazionalità sportiva |
| -- | -------------------- | ----- | ---------------- | -------------------- |
| -  | Serge Éloi           | All   | -                | -                    |
| 1  | Michaela Doležalová  | S     | 22 giugno 1984   | Rep. Ceca            |
| 2  | Armelle Irabe        | S     | 18 luglio 1985   | Francia              |
| 3  | Yamila Nizetich      | S     | 27 gennaio 1989  | Argentina            |
| 4  | Déborah Giaoui       | S     | 13 maggio 1980   | Francia              |
| 5  | Marielle Bousquet    | L     | 5 aprile 1985    | Francia              |
| 6  | Caroline Lefebvre    | L     | 26 giugno 1972   | Francia              |
| 7  | Camila Lanner Mapeli | C     | 9 gennaio 1981   | Brasile              |
| 8  | Laureen Bidi         | S     | 3 aprile 1980    | Francia              |
| 9  | Ruth Diboue          | C     | 15 maggio 1974   | Camerun              |
| 11 | Glorimar Ortega      | P     | 21 novembre 1983 | Porto Rico           |
| 15 | Aleksandra Delčeva   | C     | 11 aprile 1987   | Bulgaria             |